# Natalja Nikolajevna Gontjarova
Natalja Nikolajevna Pusjkina-Lanskaja (russisk: Наталья Николаевна Пушкина-Ланская , født Natalja Nikolajevna Gontjarova (Гончарова) ; født 27. august/8. september 1812 ved Tambov – død 26. november/8. december 1863) var en russisk adelsdame, der var gift med Aleksandr Pusjkin, den russiske litteraturs grundlægger og nationalpoet. Som hans hustru tog hun navnet Natalja Pusjkina.
Natalja Nikolajevnas første ægteskab fra 1831 til 1837 var med Pusjkin (1799–1837). Da en fransk officer i russisk tjeneste Georges-Charles de Heeckeren d'Anthès lagde an på Natalja Pusjkina, udfordrede Aleksandr Pusjkin Georges-Charles til duel, hvor Pusjkin blev dødeligt såret.
Natalja Nikolajevnas andet ægteskab fra 1844 til 1863 var med Pjotr Petrovitj Lanskoj (1799–1877).
Der var børn i begge ægteskaber.